# Microtegeus ceylonicus
Microtegeus ceylonicus är en kvalsterart som beskrevs av Balogh 1970. Microtegeus ceylonicus ingår i släktet Microtegeus och familjen Microtegeidae. Inga underarter finns listade i Catalogue of Life.